# Rundkollan
De Rundkollan is een berg behorende bij de gemeente Lom in de provincie Innlandet in Noorwegen. Rundkollan heeft drie pieken. De middelste piek is het hoogst met 1873 meter boven de zeespiegel. De oostelijke top van de berg ligt op 1866 meter, en de meest westelijke 1834 meter boven de zeespiegel.
De Rundkollan is onderdeel van het gebergte Reinheimen.